# Sparpagghiò la storia e la morte
Sparpagghiò la storia e la morte è una commedia musicale per orchestra e coro, con la regia di Gianni Lattanzi e la musica del pianista e compositore Giovanni Allevi. È stata eseguita per la prima volta il 9 febbraio 2001 al Teatro Ventidio Basso di Ascoli Piceno dall'orchestra Millennium, con alla direzione l'autore stesso.

## Struttura

### Atto primo: personaggi principali
- Tronto e Sparpagghiò
- Pagliacci (in numero variabile che fanno da coro greco)
- La nascita mitologica di Ascoli: Pomona e Pico
- Ventidio Basso e la madre
- Episodio della vita di Sant'Emidio, diavoletto e Polisia
- L'invasione gotica:
  1. la fame: Teta, madre, Tata, figlia
  2. integrazione tra ascolani e Goti: Drusilla e suo fratello, vescovo Epifanio e Totila il giovane
- Cecco d'Ascoli
- Episodio di Meco del Sacco (dialogo tra Tronto e Sparpagghiò e Meco il mimo)
- Le suore "contesse": Suor Chiara, Suor Francesca, altre suore e il Vescovo

### Atto secondo: personaggi principali
- Tronto e Sparpagghiò
- Argillano d'Ascoli
- Le amazzoni: Flavia Guiderocchi e Menechina Soderini, soldati
- Episodio della vita di Cola d'Amatrice, la moglie Maria ed armati dei Guiderocchi
- La rivolta delle donne del Cinquecento: Vincenzina e il Podestà, suo marito, e folto gruppo di donne di ogni età
- Sborniafissa
- Il Brigante
- Mozzò o il colera ad Ascoli
- Il "saccheggio" dei "Mulini e Pastifici": Lucietta e Meddiola
- Il padre di Sparpagghiò
- La scena finale con tutti i personaggi della commedia